# Guarigione del paralitico alla piscina di Betzaeta

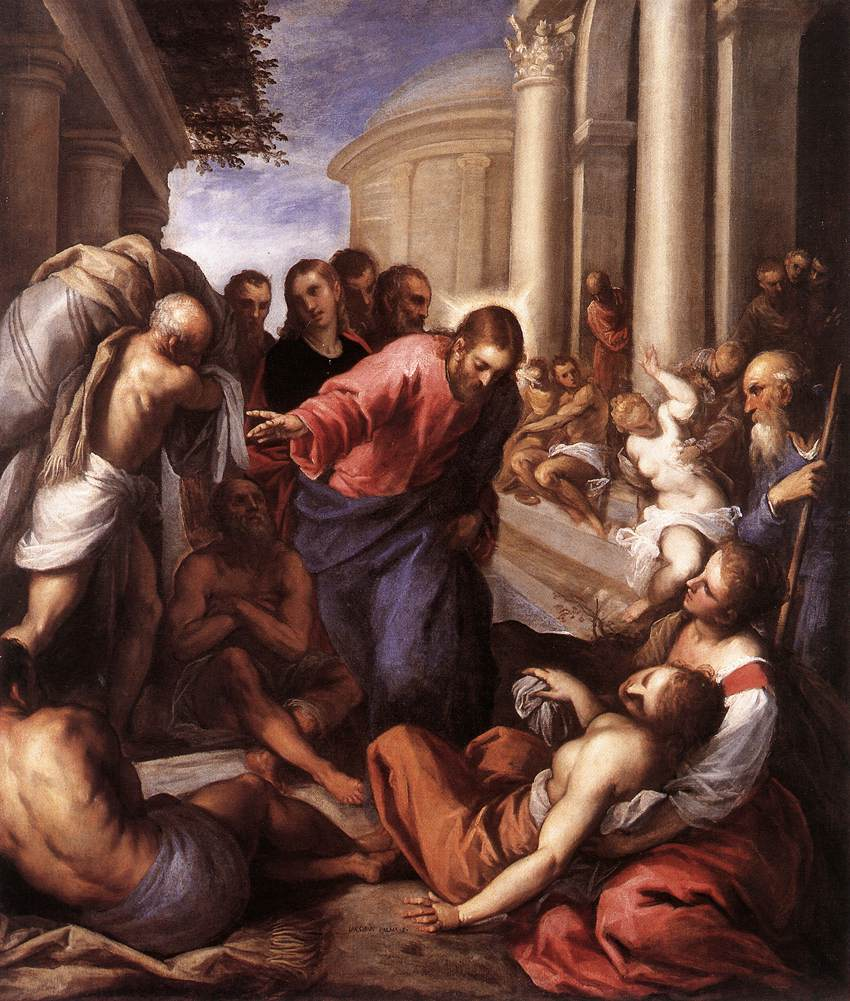
La probatica piscina di Palma il Giovane, 1592, a Castenaso, collezione Molinari Pradelli.

La guarigione del paralitico alla piscina di Betzaeta è uno dei miracoli di Gesù, ambientato presso la Piscina di Betzaeta, o Betesda, in Gerusalemme, e raccontato esclusivamente dal Vangelo secondo Giovanni (5,1-18). Si ritiene che la fonte originaria di questo miracolo fosse il cosiddetto Vangelo dei segni.

## Racconto evangelico
Gesù, trovandosi a Gerusalemme per una festa ebraica, va alla piscina di Betzaeta presso la porta delle pecore: 
Quest'ultimo versetto, relativo all'angelo che agitava l'acqua, non è riportato nei manoscritti più antichi e migliori del Vangelo secondo Giovanni e quindi si ritiene sia un'aggiunta successiva al testo originale; secondo i curatori de La Sacra Bibbia illustrata CEI "probabilmente si tratta di una glossa, che voleva spiegare in maniera popolare le virtù guaritrici dell'acqua.".

Gesù chiede quindi ad uno di questi infermi, che era malato da trentotto anni, se vuole guarire. Ed egli risponde: 
e Gesù lo guarisce.
Subito dopo nasce la discussione con i Giudei perché Gesù non ha osservato il riposo del sabato compiendo la guarigione.